# Slingsby Sailplanes

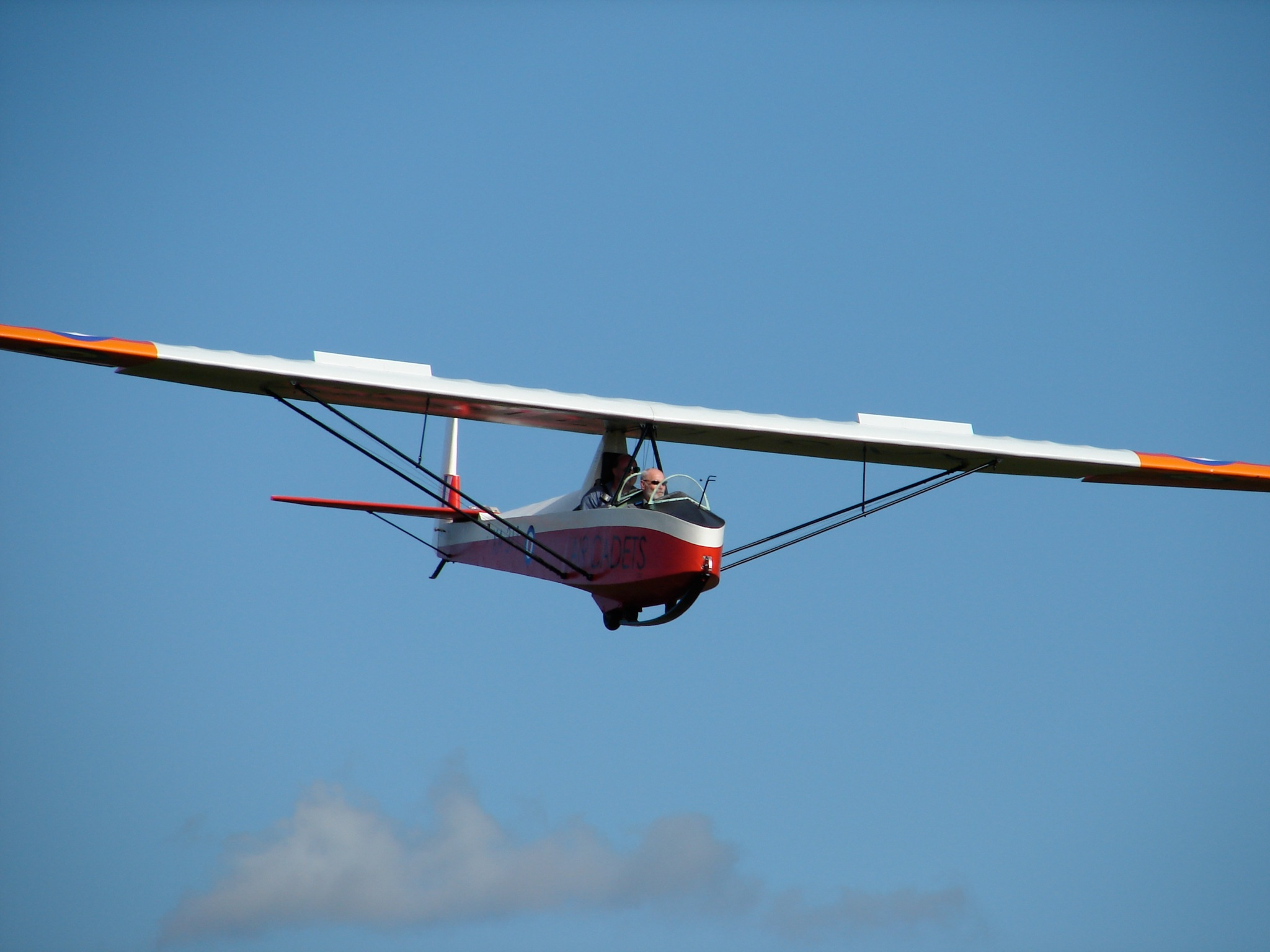
Ett Slingsby segelflygplan.

Slingsby Sailplanes Ltd var ett brittiskt företag som tillverkade segelflygplan.
Slingsby Sailplanes företaget grundades av möbelfabrikören Frederick Nicholas Slingsby utanför Scarborough. Slingsby som deltagit som stridspilot under första världskriget blev efter kriget intresserad av segelflygning. Eftersom hela glid- och segelflygsutvecklingen skedde i Tyskland vände han sig dit för att komma över ritningar till ett flygplan.
Slingsbys första tillverkade flygplan blev en kopia på den tyska Falke. Flygplanet flög första gången 1931. På grund av brist på lämpliga lokaler flyttade företaget 1934 till Kirbymoorside. När andra världskriget bröt ut minskade efterfrågan på segelflygplan och Slingsby anlitades som underleverantör till andra flygplanstillverkare. Bland annat tillverkade man kompletta roder till Avro Anson. När brittiska flygvapnet uppmärksammade bristen på piloter fick man i uppdrag att ta fram ett segelflygplan för skolflyg inom Air Training Corps (ATC). Efter att Tyskland 1940 lyckades inta Eben Emael i Belgien med hjälp av lastglidflygplanet DFS 230 fick man uppdraget att konstruera en brittisk motsvarighet. Konstruktören John "Jack" Frost vid Slingsby konstruerade och färdigställde lastglidflygplanet Slingsby Hengist på mindre än två år. 
När freden kom behövde ATC nya moderna skolflygplan. Först konstruerades ett flygplan där sittplatserna var i tandem, men ATC önskade en typ där eleven och läraren satt bredvid varandra, då detta gav bättre kommunikationsmöjlighet. I slutet på 1940-talet kunde man inleda leveranserna av T.21b. Fabriken försökte sig även på att tillverka högvärdiga segelflygplan som skulle kunna vara konkurrenskraftiga vid VM i segelflyg. Vid OSTIV-kongressen 1965 tilldelade fabriken OSTIV-priset för sin konstruktion av Dart 15
När populariteten för motorsegelflyg ökade vände man sig till Scheibe-Flugzeugbau i Tyskland för att förvärva licensrättighet att tillverka Scheibe SF 25, efter några mindre modifieringar inleddes leveranserna av flygplanet under benämningen T.61 Falke till det brittiska Air Cadets 1970.
Företagets sista konstruktion blev segelflygplanet Vega T .65 som tillverkades fram till 1982 då verksamheten vid fabriken upphörde. 
Företagets lokaler och varunamn köptes upp av Cobham plc som bildade dotterbolaget Slingsby Aviation company.

## Flygplan tillverkade av Slingsby
- Capstan T.49B
- Dagling T.3
- Dart 17R
- Dart T.51 15
- Slingsby Hengist
- Kirby Cadet T. 7
- Kirby Gull 1 T.12
- Kirby Kite 1 T.6
- Sedbergh T.21 B
- Skylark 2 T.41
- Skylark 3 T.43
- Skylark 4 T.50
- Swallow T.45
- T. 53B
- T.61 Falke
- Tandem Tutor T.31
- Vega T .65
- Slingsby Venture